# Šílený rande
Šílený rande (původní název My Boss's Daughter) je romantický film z roku 2003.

## Děj
Tom Stansfield (Ashton Kutcher) pracuje ve firmě, kterou vede tyran Jack Taylor (Terence Stamp). Tom je zamilovaný do Jackovy dcery Lisy (Tara Reid), kterou Jack tak úzkostlivě opatruje. Film pak sleduje, jak se Tom snaží udělat na Jacka dojem.

## Obsazení
| Ashton Kutcher   | Tom Stansfield |
| Jon Abrahams     | Paul           |
| Tara Reid        | Lisa Taylor    |
| Molly Shannon    | Audrey Bennett |
| Terence Stamp    | Red Taylor     |
| Tyler Labine     | Spike          |
| Michael Madsen   | T.J.           |
| Ryan Zwick       | poslíček       |
| Patrick Cranshaw | stařec         |
| Angela Little    | Sheryl         |
| David Koechner   | Speed          |
| Carmen Electra   | Tina           |